# Apostolisches Vikariat Aysén
Das Apostolische Vikariat Aysén (lat.: Apostolicus Vicariatus Aysenensis, span.: Vicariato Apostólico de Aysén, veraltet auch Aisén) ist ein in Chile gelegenes römisch-katholisches Apostolisches Vikariat mit Sitz in Coyhaique (früher Coihaique).

## Geschichte
Die Apostolische Präfektur Aisén wurde am 17. Februar 1940 durch Papst Pius XII. mit der Apostolischen Konstitution Alteris Nostris aus Gebietsabtretungen des Bistums San Carlos de Ancud errichtet.  Am 8. Mai 1955 wurde die Apostolische Präfektur Aisén durch Pius XII. mit der Apostolischen Konstitution In amplitudinem zum Apostolischen Vikariat erhoben.

## Ordinarien

### Apostolische Präfekten von Aisén
- Antonio María Michelato Danese OSM, 1940–1955

### Apostolische Vikare von Aisén/Aysén
- Antonio María Michelato Danese OSM, 1955–1958
- Cesar Gerardo Maria Vielmo Guerra OSM, 1959–1963
- Savino Bernardo Maria Cazzaro Bertollo OSM, 1963–1988, dann Erzbischof von Puerto Montt
- Aldo Lazzarín Stella OSM, 1989–1998
- Luigi Infanti della Mora OSM, seit 1999